# Bahamamaskerzanger
De bahamamaskerzanger (Geothlypis rostrata) is een zangvogel uit de familie Parulidae (Amerikaanse zangers).

## Verspreiding en leefgebied
Deze soort is endemisch op de Bahama's en telt 4 ondersoorten:
- G. r. exigua: Andros.
- G. r. tanneri: Grand Bahama en Abaco-eilanden.
- G. r. rostrata: New Providence.
- G. r. coryi: Eleuthera en Cat Island.